# Rolf M. Zinkernagel
Rolf Martin Zinkernagel (Riehen, 6 januari 1944) is een Zwitsers immunoloog, en professor experimentele immunologie aan de Universiteit Zürich. In 1995 won hij samen met Peter C. Doherty de Nobelprijs voor de Fysiologie of Geneeskunde.

## Biografie
Zinkernagel haalde in 1970 zijn Doctor of Medicine aan de Universiteit van Bazel, en in 1975 zijn Ph.D. aan de Australian National University. Aan de John Curtin School of Medical Research deed hij samen met Doherty het onderzoek dat hen de Nobelprijs zou opleveren door begin jaren zeventig antwoord te geven op de vraag hoe het lichaam virus geïnfecteerde cellen herkent.
Ze ontdekten dat het immuunsysteem cellen die zijn geïnfecteerd door een virus worden herkend door T-cellen middels twee moleculen op het oppervlak van de cel: een van het virus-antigen, en een van het major histocompatibility complex (MHC). Het MHC-gen was in de jaren vijftig reeds geïdentificeerd omdat het medeverantwoordelijk was voor afstotingsreacties bij orgaantransplantaties.
Aan hun samenwerking kwam kort daarna een einde – Zinkernagel vertrok naar het Scripps Clinic Research Institute in La Jolla in de Verenigde Staten. Hier deed hij onderzoek naar de zwezerik en de rol die dit orgaan speelt in het auto-immuunsysteem. Eind 1979 keerde hij terug naar Zwitserland waar hij de positie van universitair hoofddocent aannam aan de Universiteit Zürich, gevolgd door een hoogleraarschap experimentele pathologie in 1982 en vanaf 1992 als hoogleraar experimentele immunologie. Gedurende zijn periode in Zürich kregen hij en Doherty meer en meer internationale erkenning voor hun eerdere pionierswerk.
Naast de Nobelprijs won Zinkernagel in de Cloëtte Prize (1981), de Ernst Jung-Preis für Medizin (1982) en in 1995 de Albert Lasker Award for Basic Medical Research. In 1999 werd hij benoemd tot Companion in de Orde van Australië, Australië hoogste civiele eerbetoon voor zijn wetenschappelijke werk met Doherty.